# Palikir
Palikir este capitala politică a Statelor Federate ale Microneziei din anul 1989, când a luat locul orașului Kolonia. Are o populație de 4571 locuitori. Orașul este situat pe insula Pohnpei.